# Franjevačka crkva i samostan sv. Frane u Splitu
Crkva i samostan sv. Frane u Splitu nalazi se na adresi Trg Franje Tuđmana 1, na zapadnom kraju splitske rive, pred početkom predjela Veli Varoš, na mjestu gdje se u ranom srednjem vijeku nalazila ranokršćanska crkvica sv. Feliksa. Crkvica je u 13. stoljeću predana na upravu franjevcima konventualcima, koji su uz nju osnovali franjevački samostan. Prema legendi, samostan je osnovao sv. Franjo Asiški (1181. – 1226.).

## Povijest
Samostan sv. Frane nastao je na ranokršćanskom lokalitetu, uz grob i crkvicu sv. Feliksa, kršćanskog mučenika koji je stradao 304. godine u Saloni tijekom Dioklacijanovih progona kršćana. Godine 1237. došli su franjevci u Split te su na obali, uz staru crkvicu sv. Feliksa osnovali franjevački samostan.
Samostan je djelomično porušen za vrijeme Kandijskog rata (1645. – 1669.), a građevni materijal je iskorišten za izgradnju obrambenih zidina koje su trebale braniti grad od Osmanlija. Krajem 19. stoljeća stari samostan je ponovno porušen, da bi 1908. godine bio sagrađen u današnjem vanjskom izgledu. Posljednja rekonstrukcija pročelja obavljena je 1995. godine.
Samostan nosi počasni naslov Malog panteona hrvatskog naroda, jer su u njemu pokopani znameniti velikani poput Tome Arhiđakona (1200. – 1268.), autora kronike Historia Salonitana, Marka Marulića (1450. – 1534.), oca hrvatske književnosti, Ivana Lukačića (1585. – 1648.), oca hrvatske barokne glazbe i autora zbirke Sacrae cantiones (1620.), Jeronima Kavanjina (1643. – 1714.), pjesnika te grob hrvatskog političara i načelnika Splita, dr. Ante Trumbića (1864. – 1938.).
Crkva i samostan sv. Frane izgrađeni su nakon 1240. na mjestu ranokršćanske crkve posvećene sv. Feliksu, lokalnom mučeniku iz doba Dioklecijanovih persekucija. Od starog samostana sačuvan je klaustar s početka 14. st. dok su crkva i samostan temeljito preinačeni u neoromaničkom slogu koncem 19. i početkom 20. st. Crkva je jednobrodna građevina s pravokutnom apsidom. Zvonik je podignut 1902. prema projektu Ante Bezića. U crkvi se nalaze grobnice historičara Tome Arhiđakona, književnika Marka Marulića i Jerolima Kavanjina te skladatelja Ivana Lukačića. U klaustru je sarkofag političara Ante Trumbića, djelo Ivana Meštrovića. Ističe se i slikano raspelo Blaža Jurjeva Trogiranina iz 1450.

## Zaštita
Pod oznakom Z-4687 zavedena je kao nepokretno kulturno dobro - pojedinačno, pravna statusa zaštićena kulturnog dobra, klasificiranog kao sakralne građevine.

## Vanjske poveznice
- Samostan sv. Frane - svfrane-split.com  Arhivirana inačica izvorne stranice od 27. kolovoza 2017. (Wayback Machine)
- Crkva i samostan sv. Frane - visitsplit.com
- O crkvi i samostanu sv. Frane - ofmconv.hr

### Drugi projekti
|  | Zajednički poslužitelj ima još gradiva o temi Franjevačka crkva i samostan sv. Frane u Splitu |